# زباد ملايو
زباد ملايو (الاسم العلمي: Viverra tangalunga) حيوان ثديي يعيش في شبه جزيرة ملايو وفي جزر آسيوية أخرى ويتكيف مع طائفة واسعة من الموائل الطبيعية مثل الغابات والأجمات والمراعي. يبقى زباد ملايو مختبئاً في غطاء كثيف نهاراً ويخرج إلى العراء ليلاً. يبقى على الأرض ويمكنه تسلق الأشجار بسهولة إذا لزم الأمر.

## تصنيف
Viverra tangalunga كان الاسم العلمي المقترح من قبل جون إدوارد غراي في عام 1832 لعينة حيوانية.

## الخصائص
ذيل زباد ملايو أسود من الأعلى وحلقات على الجانب السفلي.

## الانتشار والموطن
تضمّن النطاق التاريخي لزباد ملايو كلًا من إندونيسيا وماليزيا وبروناي والفلبين وسنغافورة. في ماليزيا، يتواجد في بورنيو وجزيرة بانجي وجزيرة لانكاوي وجزيرة بينانق وفي شبه جزيرة ماليزيا. كما يوجد أيضًا في سومطرة. وقد تم إدخاله إلى سولاوسي وجزر الملوك. تشير سجلات المتحف إلى أنه كان موجودًا أيضًا في الجزر الإندونيسية جاوة وبافال وتيلوك باي، وفي جزيرة ليتي الفلبينية. في عام 2012، تم تصوير فرد واحد في سنغافورة.
ربما نشأ حيوان الزباد الملايو في الفلبين في بورنيو واستعمروا جزيرة بالاوان بشكل طبيعي. ومن المحتمل أنه انتشر لاحقًا إلى بقية الفلبين من خلال التوطين البشري، لأن الاتصال البري بين جزر الفلبين لم يكن موجودًا خلال العصر الجليدي الأخير.
يسكن زباد ملايو مجموعة متنوعة من الموائل، بما في ذلك الغابات والموائل الثانوية والأراضي المزروعة وضواحي القرى.

## اقرأ كذلك
- زباد النخيل الآسيوي
- زباد النخيل الأفريقي
- زباد النخيل الذهبي